# Ban Mouang Cha
Ban Mouang Cha – miasto w północnej części Laosu. Dawniej było stolicą strefy specjalnej Xaisômboun.